# Let China Southwest Airlines 4509
Let China Southwest Airlines 4509 byl pravidelný letecký spoj společnosti China Southwest Airlines mezi Čcheng-tu a Wen-čou. Letadlo explodovalo kolem 16:30 hodin místního času v hornaté venkovské oblasti zhruba 30 kilometrů od letiště města Wen-čou ve východní provincii Če-ťiang, kde mělo přistát. Na místo neštěstí byli okamžitě vysláni záchranáři a odcestovali tam i místní a provinční činitelé. Všech 61 osob na palubě zahynulo.
Po této katastrofě byly všechny letouny Tupolev Tu-154 v Číně vyřazeny z provozu.